# Переменная облачность
Переме́нная о́блачность (англ. Partly Cloudy) — короткометражный мультфильм студии Pixar 2009 года, демонстрировавшийся перед показом полнометражного мультфильма «Вверх».

## Сюжет
История мультфильма повествует о взаимоотношениях аистов и облаков. Весь день на небе облака делают мальчиков и девочек, котят, щенков и других существ. Однако одинокое серое облако по имени Гас (англ. Gus) видит, что все его творения превращаются в опасных животных. Его аист-поставщик Пек (англ. Peck) получает худших из них — крокодилов, баранов, ежей. Когда Пек узнаёт, что его следующая доставка — ребёнок акулы, его раздражение ещё больше растёт, и он улетает, из-за чего Гас сердится и устраивает грозу, а затем начинает плакать проливным дождём. Но к его удивлению, Пек скоро возвращается в защитной экипировке игрока в американский футбол, созданной для него другим облаком. У Гаса мгновенно улучшается настроение и он даёт Пеку для доставки электрического угря, который бьёт его током, несмотря на защиту.